# Naturwissenschaften
Naturwissenschaften, dịch nghĩa là Khoa học Tự nhiên (The Science of Nature) là một tạp chí khoa học có kèm đánh giá, do Nhà xuất bản Springer xuất bản hàng tháng, đăng tải các công bố của các ngành khoa học tự nhiên có liên quan đến sinh học, hóa học, vật lý và địa chất.
Tạp chí được Arnold Berliner (1862–1942) lập ra năm 1913. Ông muốn tạo ra với một tạp chí tiếng Đức tương tự như tạp chí tiếng Anh Nature (Tự nhiên). Năm 1935, Springer-Verlag bị ép buộc phải sa thải ông vì nguồn gốc Do Thái của ông. Trong năm 1945 tạp chí dừng xuất bản. Sau thế chiến thứ 2 Ban kiểm soát Đồng minh đã phê duyệt, cho xuất bản trở lại ngày 15 tháng 7 năm 1946 với ban quản lý mới.
Các bài viết chỉ bằng tiếng Anh, sau quá trình chuyển đổi dần dần từ tiếng Đức sang tiếng Anh trong thập niên 1990.